# Књаз (Црна Гора)
Књаз је владарска титула у Црној Гори, од 1852, до 1910. године. Први црногорски владар са том титулом је књаз Данило Петровић. Прије крунисања за краља, титулу „књаз“ је носио и Никола Први Петровић.

## Кнез и књаз
Ради се о прихваћеном облику ријечи „кнез“ на руском језику („књаз“, руски: князь) након успостављања свјетовне власти у Црној Гори, будући да је до тада већ постојала титула кнеза, коју су користиле сеоцке (племенске) старјешине. Желећи да избјегне поистовјећивање старе племенске и нове владарске титуле у Црној Гори, Данило Петровић је својом наредбом забранио да се сеоске старјешине смију убудуће користити титулуом кнеза, а за своју владарску титулу је изабрао руски назив „књаз“.

## Титулације
До 1878. године, црногорски књаз је користио титулацију: „Његова Свјетлост Књаз Црне Горе“. Од 1878. се користи титула : „Књажевско Височанство“. У уставу из 1905. године, црногорски владар се назива: „Књаз Господар“, што представља спој са титулом „господар“ из времена Зете Црнојевића.